# Кадмирование

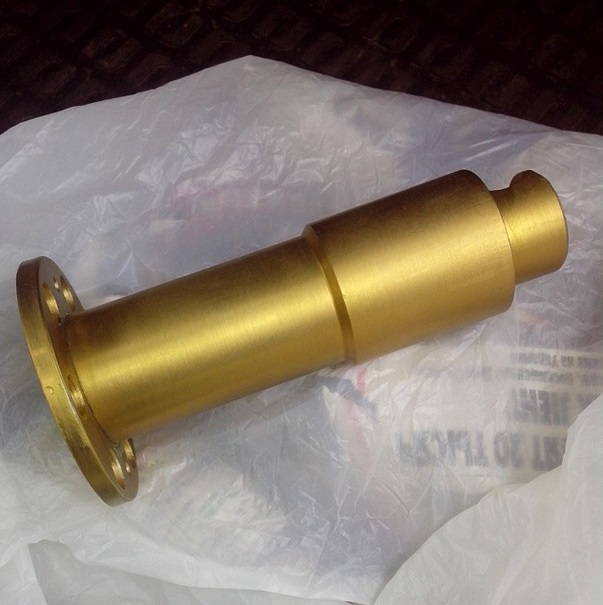
Кадмированная деталь

Кадми́рование — химико-технический способ улучшения антикоррозийной устойчивости металлических изделий, суть которого заключается в нанесении на их поверхность тонкого (10 — 25 мкм) слоя кадмия. Это позволяет предотвратить негативные эффекты воздействия морской воды и атмосферной коррозии, в связи с этим кадмированию подвергают наиболее ответственные детали авиационной и судовой техники. Помимо них оно применяется для обработки изделий, которые разработаны для эксплуатации в условиях тропического климата.
Как правило, сам процесс кадмирования реализуется с помощью вакуумных или электрохимических технологий с электролитами на основе простых солей кадмия с коллоидными добавками. Если обрабатываемое изделие имеет сложную форму, то для его кадмирования в ход идут растворы комплексных (чаще всего — цианистых) солей.
В некоторых случаях, нанесения кадмиевого покрытия может преследовать исключительно декоративные цели. Отмечается, что присутствие в атмосфере двуокиси серы, которая характерна для индустриальных районов, значительно снижает защитные свойства кадмиевых покрытий.